# Сім'я Менсона
Сім'я Ме́нсона (англ. Manson Family) — релігійно-кримінальне субкультурне угрупування, створене й кероване американським злочинцем Чарльзом Менсоном. Наприкінці 1960-х років члени «Сім'ї» здійснили кілька резонансних убивств, найбільш відомими жертвами яких стали кіноактриса Шерон Тейт та її друзі, а також власник мережі супермаркетів Лено Лаб'янка та його дружина Розмарі.
Згідно з результатами судових засідань, Менсон використовував колективне вживання наркотиків, харизму та сексуальне насилля, щоб змусити своїх прибічників підкоритись. У той же час публічно «Сім'я» сприймалась як расистська хіпі-комуна.

## Історія
Чарльз Менсон відбував семирічний тюремний термін навесні 1967 року і був звільнений умовно. У в'язниці він навчився грати на гітарі та поїхав до США після звільнення як вуличний музикант. Влітку 1967 року він приїхав до столиці хіпі-руху Сан-Франциско. Там він зібрав навколо себе декілька молодих людей, здебільшого прихильників з нестабільною особистістю. Група зросла і незабаром Volkswagen Transporter Менсона став занадто малим для «Сім'ї». Тож він придбав шкільний автобус, пофарбований у чорний колір, і бродив по регіону західного узбережжя США.
Розмір угрупування змінювався — більшість із них були у віці від 13 до 28 років, серед них разюче стрункі рудоволосі жінки, багато з яких мали проблемне сімейне походження. У родину також входило кілька дітей. Група складалася з міцного ядра (близько 20 переважно членів жінки), багато з яких приєднувалися на коротші періоди або періодично. Усі члени групи отримували прізвиська.
Менсон керував групою авторитарними та маніпулятивними методами, крім того він розробив власне світосприйняття, яке ґрунтував на елементах з пісень, переважно з альбомів The Beatles. Так народилася апокаліптична ідея Менсона про «хелтер-скелтер» (з однойменної пісні у так званому «Білому альбомі») — наростаючі расові заворушення між чорними та білими. Для прискорення цих заворушень наприкінці 1960-х років «Сім'я» здійснила кілька вбивств, найбільш відомими жертвами яких стали вагітна 26-річна кіноактриса, дружина режисера Романа Полянського Шерон Тейт та троє її друзів, а також власник мережі супермаркетів Лено Лаб'янка та його дружина Розмарі.
«Сім'я» була заарештована 1969 року після вбивства Тейт і подружжя Лаб'янка на ранчо в Долині Смерті, Каліфорнія. П'ятьох членів «Сім'ї» звинуватили в цих вбивствах і спочатку засудили до смертної кари. Пізніше вирок було змінено законом на довічне ув'язнення. Усі довічно засуджені з сім'ї Менсонів борються за касацію свого вироку або умовно-дострокового звільнення. Після смерті Менсона 19 листопада 2017 року Чарльз Уотсон, Патрісія Кренвінкель, Леслі Ван Хоутен, Боббі Босолей та Брюс Девіс досі перебувають під вартою. Девіс та Ван Хоутен отримали кілька рекомендацій щодо звільнення від пробаційної комісії з 2010 року, але їх не було звільнено після опозиції відповідних губернаторів Каліфорнії. Сьюзен Аткінс померла в тюрмі в 2009 році, помилувана в 1985 році поки що тільки Стів Денніс Гроган.

## Відомі члени
Близько 100 членів групи та їх соціальне оточення відомі поліції на ім'я. До них належать такі, перелічені в алфавітному порядку:
- Чарльз Менсон — псевдонім «Ісус Христос», голова «Сім'ї»
- Марія Алонцо — псевдонім «Кристал»
- Сьюзан Аткінс — псевдонім «Sadie Mae Glutz»
- Едвард Артур Бейлі
- Ella Jo Bailey — псевдонім «Yellerstone»
- Лоранс Едвард Бейлі — псевдонім «Ларрі Джонс»
- Медалін Джоан Коттадж — псевдонім «Linda Baldwin», «Little Patty»
- Сьюзен Філіс Бартелл — псевдонім «Country Sue»
- Бобі Босолей — псевдонім «Купідо»
- Мері Бруннер — псевдонім «Мати Марія», «Мері Менсон»
- Присцила Купер
- Шеррі Ен Купер — псевдонім «Шеррі»
- Джеймс Крейг
- Ларрі Крейнс
- Брюс Девіс — псевдонім «Bruce McMillan»
- Даніель Томас де Карло — псевдонім «Danny», «Donkey Dan»
- Джон Лео Флін — псевдонім «Хуан Флінн»
- Лінетт Фромм — псевдонім «Squeaky»
- Кетрін Ірен Джиллі — псевдонім «Cappy»
- Сандра Коллінз Гуд — псевдонім «Сенді»
- Вільям Гушер
- Стівен Денніс Гроган — псевдонім «Clem», «Tufts»
- Джон Філіп Хоут — псевдонім «Нуль»
- Барбара Хойт — псевдонім «Barbara Rosenburg»
- Лінда Касабян
- Джордж Кнолл — псевдонім «86 Джордж»
- Патрісія Кренвінкел — псевдонім «Katie», «Big Patty»
- Діанне Озеро — псевдонім «Змія»
- Роберт Лейн
- Чарльз Аллен Ловетт
- Кетрін Лютесінгер — псевдонім «Kitty»
- Майкл Монфорт
- Дін Мурхаус
- Псевдонім Рут Ен Мурхаус «Ouish», «Рейчел Сьюзен Морз»
- Псевдонім Ненсі Лори Пітман «Бренда Макканн», «Сидета Перлл»
- Брукс Постон
- Джоел П'ю
- Денніс Райс
- Марк Росс
- Стефані Шрам
- Псевдонім Сюзанні Скотт «Стефані Роу»
- Катерина Поділитися псевдонімами «Циганка», «Манон Мінетт»
- Псевдонім Коллі Сінклера «Бет Трейсі»
- Псевдонім Клаудії Лі Сміт «Шеррі Ендрюс»
- Псевдонім Х'ю Роккі Тодда «Randy Morglea»
- Гарольд Правда
- Псевдоніми Леслі Ван Хаутен «LuLu», «Leslie Marie Sankston», «Leslie Owens»
- Псевдонім Томаса Валлемана «T.J. Грозний»
- Пол Алан Уоткінс
- Псевдонім Чарльза Уотсона «Текс», «Чарльз Монтгомері», «Техаський Чарлі»
- Псевдонім Джоан Уайльдебуш «Хуаніта»

## У популярній культурі
- «Сім'я» Менсона стала обговорюваною темою популярної культури і надихнула багато мистецьких творів. Наприклад, Луї Пол Бун опрацював дії «Сім'ї» у своєму романі «Дівчина Джессі» (1977).
- Серед музичних творів, надихнутих «Сім'єю», — музичні композиції «Revolution Blues» з альбому On the Beach[en] (1974) канадського музиканта Ніла Янга, "Death Valley '69[en] з альбому Bad Moon Rising[en] (1985) американського гурту Sonic Youth[2], «Bloodbath in Paradise» з альбому No Rest for the Wicked (1988) британського рок-музиканта Оззі Осборна та «742617000027» з альбому Slipknot (1999) американського ню-метал-гурту Slipknot.
- Документальний фільм 1973 року «Менсон» дає уявлення про життя «Сім'ї». Злочини угрупування висвітлені в телевізійному фільмі «Helter Skelter — ніч довгих ножів» (1976). В одному з епізодів серіалу «Гріфіни» є посилання на «Сім'ю»[2].
- Фільм Квентіна Тарантіно «Одного разу в… Голлівуді» частково заснований на подіях, пов'язаних зі злочинами «Сім'ї».